# 菊釘毛蚜
菊釘毛蚜（学名：Pleotrichophorus chrysanthemi）为常蚜科毛蚜屬下的一个种。